# Bill Johnson (politiker)
William Leslie "Bill" Johnson, född 10 november 1954 i Roseboro, North Carolina, är en amerikansk republikansk politiker. Han representerade Ohios sjätte distrikt i USA:s representanthus 2011–2024.
Johnson tjänstgjorde i USA:s flygvapen, där han avancerade till överstelöjtnant. Han avlade sin grundexamen vid Troy University i Alabama och master vid Georgia Institute of Technology.
I mellanårsvalet i USA 2010 vann Johnson mot demokraten Charlie Wilson.